# Hildesheimer Schleife
| Streckennummer (DB): | 1774                 |                        |                        |
| Streckenlänge: | 3,7 km               |                        |                        |
| Spurweite: | 1435 mm (Normalspur) |                        |                        |
| Stromsystem: | 15 kV, 16,7 Hz ~     |                        |                        |
| Streckengeschwindigkeit: | 130 km/h             |                        |                        |
| Zugbeeinflussung: | PZB                  |                        |                        |
| |                      |                        |                        |
| \| \| \| von Würzburg Hbf (SFS) \| \| \| \| 0,000 \| Sorsum (Abzw) \| Sorsum (Abzw) \| \| \| \| nach Hannover (SFS) \| \| \| \| \| Bundesstraße 1 \| \| \| \| \| von Nordstemmen \| \| \| \| 3,538 \| Himmelsthür (Abzw) \| Himmelsthür (Abzw) \| \| \| \| nach Lehrte \| \| |                      |                        |                        |
| Strecke |                      | von Würzburg Hbf (SFS) | von Würzburg Hbf (SFS) |
| Blockstelle | 0,000                | Sorsum (Abzw)          | Sorsum (Abzw)          |
| Abzweig geradeaus und nach links |                      | nach Hannover (SFS)    | nach Hannover (SFS)    |
| Strecke mit Straßenbrücke |                      | Bundesstraße 1         | Bundesstraße 1         |
| Abzweig geradeaus und von links |                      | von Nordstemmen        | von Nordstemmen        |
| Blockstelle | 3,538                | Himmelsthür (Abzw)     | Himmelsthür (Abzw)     |
| Strecke |                      | nach Lehrte            | nach Lehrte            |

Die Hildesheimer Schleife, auch Sorsumer Kurve oder Hildesheimer Kurve, ist eine 3,7 km lange deutsche Bahnstrecke, die Hildesheim an die Schnellfahrstrecke Hannover–Würzburg anbindet und vom Personenfernverkehr zwischen Berlin und Frankfurt am Main genutzt wird. Sie ist durchgehend eingleisig und elektrifiziert.

## Verlauf

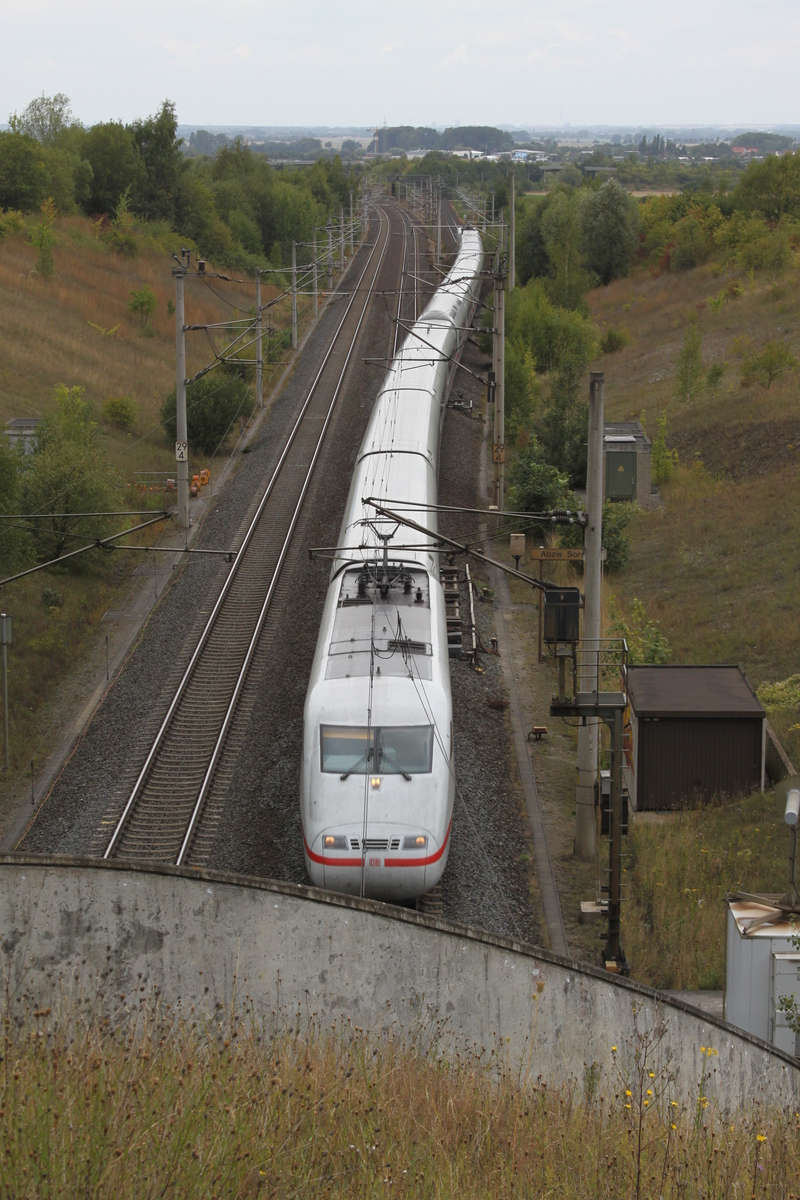
Ein ICE 1 fädelt in südlicher Richtung, von der Hildesheimer Schleife (rechts oben) kommend, in die Schnellfahrstrecke ein.

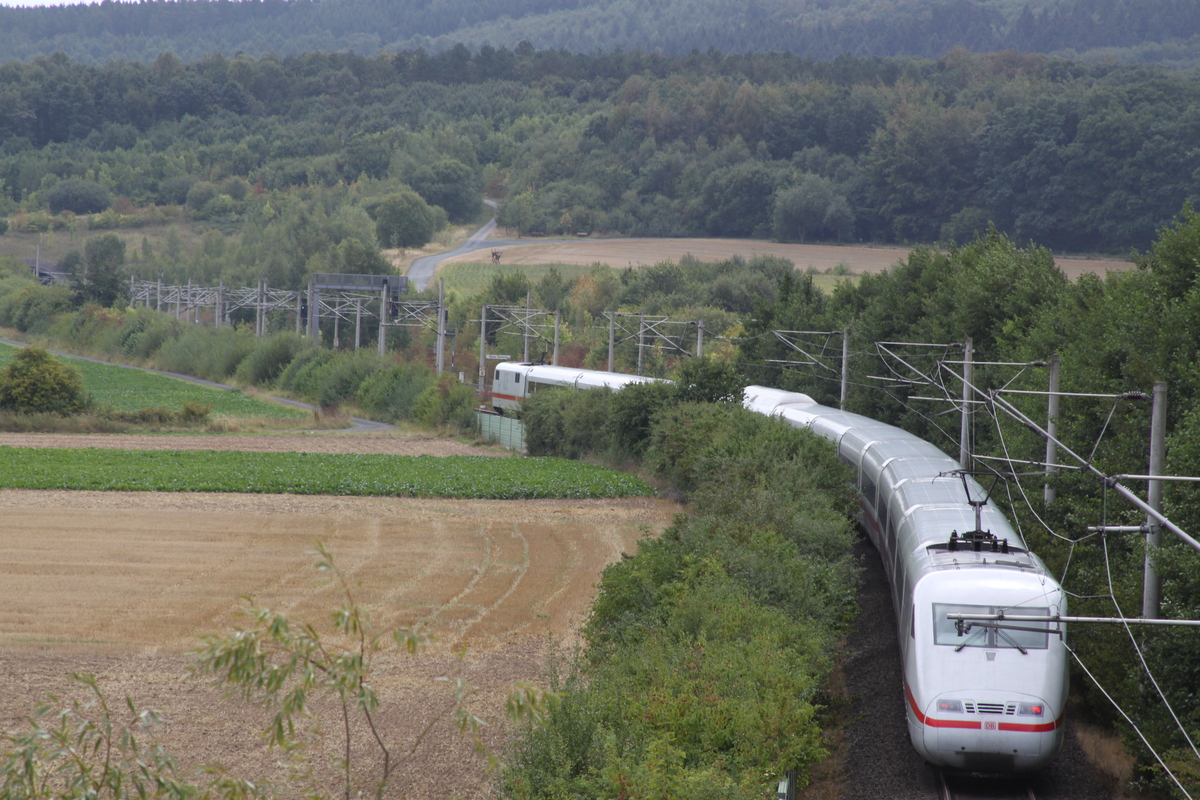
Einfädelung eines ICE 1 Richtung Süden. Im Hintergrund ist das Nordportal des Escherbergtunnels sowie der nördliche Rand des Hildesheimer Waldes zu erkennen.

Die Schleife zweigt von Süden kommend im Abzweig Sorsum (Ortsteil von Hildesheim) beim Streckenkilometer 29,5 von der Schnellfahrstrecke Hannover–Würzburg ab. Sie entfernt sich in nordöstlicher Richtung von der nach Nordwesten verlaufenden Schnellfahrstrecke. An der Abzweigstelle Himmelsthür, 4,7 Kilometer westlich von Hildesheim, fädelt sie in die zweigleisige Bahnstrecke Lehrte–Nordstemmen beim Streckenkilometer 45,4 in West-Ost-Richtung ein. Die Gradiente fällt dabei in Richtung Hildesheim ab.
Die Strecke fungiert als Verbindungskurve zwischen der Schnellfahrstrecke und dem Hauptbahnhof Hildesheim für zwischen Frankfurt am Main und Berlin verkehrende ICE. Von Hildesheim verkehren die ICE weiter über Braunschweig, die Weddeler Schleife und Wolfsburg nach Berlin (Schnellfahrstrecke Hannover–Berlin). Tagsüber verkehrt stündlich je ein Zug pro Richtung über die Strecke. Einzelne ICE Sprinter fahren dagegen nicht über Hildesheim und Braunschweig, sondern über die Güterumgehungsbahn Hannover, die eine direkte Verbindung zwischen den Schnellfahrstrecken herstellt.
Von der 3,5 km langen Neubaustrecke verlaufen 2,2 km auf Dämmen, 1,3 km im Einschnitt und 0,04 km auf Brücken. Der dauerhafte Flächenbedarf wird mit 6 Hektar angegeben.

## Betrieb
Richtung Frankfurt am Main verkehrende Züge müssen in Himmelsthür das Gegengleis kreuzen. Im Escherbergtunnel, unmittelbar südlich des Abzweigs Sorsum findet ein Gleiswechsel vom kurzzeitig befahrenen Gegen- in das Regelgleis statt. Durch diese eingleisigen und höhengleichen Einfädelungen ist die Kapazität der Schleife begrenzt und anfällig für Verspätungen. Sie gilt als ein Engpass im norddeutschen Schienennetz.
Die Strecke und die Weichen der Abzweige und Gleiswechsel sind durchgehend mit 130 km/h befahrbar, die anschließende Schnellfahrstrecke Richtung Göttingen planmäßig mit 250 km/h. Am Abzweig Sorsum ist eine Schutzweiche installiert.

## Geschichte

### Planung
Eine Anbindung Hildesheims war in der frühen Planung der Neubaustrecke nicht vorgesehen und wurde Mitte der 1970er Jahre im Zuge der so genannten Variante III in das Raumordnungsverfahren eingebracht. Nach Abstimmungsgesprächen mit den beteiligten Verwaltungen und Gemeinden wurden 4 Alternativen und 15 verschiedene Varianten untersucht.
Zunächst, zumindest bis 1986, war dabei eine Abzweiggeschwindigkeit von 100 km/h vorgesehen. Diese wurde im Zuge von 1984 eingeleiteten Streckenoptimierungen heraufgesetzt.
Nach dem Planungsstand von 1982 sollten täglich insgesamt 29 Zugpaare des Personenzug- und Güterverkehrs die Schleife nutzen.
Der nördliche Teil der Schleife gehörte in der Planungsphase zum Planfeststellungsabschnitt 1.6, der südliche Teil (ab km 1,235; mit Einfädelung in die Schnellfahrstrecke) zum Planfeststellungsabschnitt 1.3 der Neubaustrecke.

### Bau
Die Kosten des Projekts wurden 1986, zum Preisstand von 1986, mit 42 Millionen D-Mark angegeben.
Die Hildesheimer Schleife wurde 1991 eröffnet.